# Ma’arrat asz-Szalaf
Ma’arrat asz-Szalaf (arab. معراة الشلف) – wieś w Syrii, w muhafazie Idlib. W 2004 roku liczyła 1600 mieszkańców.